# Амонит (филм)
„Амонит“ (на английски: Ammonite) е британско-австралийски филм от 2020 година, романтична драма на режисьора Франсис Лий по негов собствен сценарий.
Сюжетът е вдъхновен от живота на палеонтоложката Мери Анинг, като описва нейна хипотетична любовна връзка с геоложката Шарлот Мърчисън на фона на нравите, класовите разграничения и отношението към жените в науката във Викторианска Англия. Главните роли се изпълняват от Кейт Уинслет, Сърша Ронан, Джема Джоунс.
„Амонит“ печели Европейска филмова награда за дизайн на костюми и е номиниран за награда на БАФТА в същата категория.

## Актьорски състав
| Актьор          | Роля                                                         |
| --------------- | ------------------------------------------------------------ |
| Кейт Уинслет    | Мери Анинг – английска колекционерка, търговец и палеонтолог |
| Сърша Ронан     | Шарлот Мърчисън – британски геолог                           |
| Фиона Шоу       | Елизабет Филпот – британска колекционерка на вкаменелости    |
| Джеймс Макардъл | Родерик Мърчисън – шотландски геолог и изследовател          |
| Джема Джоунс    | Моли Анинг – майката на Мери Анинг                           |
| Алек Секаряну   | д-р Либерсън                                                 |
| Клеър Ръшбрук   | Елинор Бътърс                                                |